# Kimberly Newell
Pour les articles homonymes, voir Newell.
Zhou Jiaying
 (juillet 2025).
 (décembre 2023).
La mise en forme du texte ne suit pas les recommandations de Wikipédia : il faut le « wikifier ».
Les points d'amélioration suivants sont les cas les plus fréquents. Le détail des points à revoir est peut-être précisé sur la page de discussion.
- Les titres sont pré-formatés par le logiciel. Ils ne sont ni en capitales, ni en gras.
- Le texte ne doit pas être écrit en capitales (les noms de famille non plus), ni en gras, ni en italique, ni en « petit »…
- Le gras n'est utilisé que pour surligner le titre de l'article dans l'introduction, une seule fois.
- L'italique est rarement utilisé : mots en langue étrangère, titres d'œuvres, noms de bateaux, etc.
- Les citations ne sont pas en italique mais en corps de texte normal. Elles sont entourées par des guillemets français : « et ».
- Les listes à puces sont à éviter, des paragraphes rédigés étant largement préférés. Les tableaux sont à réserver à la présentation de données structurées (résultats, etc.).
- Les appels de note de bas de page (petits chiffres en exposant, introduits par l'outil «  Source ») sont à placer entre la fin de phrase et le point final[comme ça].
- Les liens internes (vers d'autres articles de Wikipédia) sont à choisir avec parcimonie. Créez des liens vers des articles approfondissant le sujet. Les termes génériques sans rapport avec le sujet sont à éviter, ainsi que les répétitions de liens vers un même terme.
- Les liens externes sont à placer uniquement dans une section « Liens externes », à la fin de l'article. Ces liens sont à choisir avec parcimonie suivant les règles définies. Si un lien sert de source à l'article, son insertion dans le texte est à faire par les notes de bas de page.
- La présentation des références doit suivre les conventions bibliographiques. Il est recommandé d'utiliser les modèles {{Ouvrage}}, {{Chapitre}}, {{Article}}, {{Lien web}} et/ou {{Bibliographie}}. Le mode d'édition visuel peut mettre en forme automatiquement les références.
- Insérer une infobox (cadre d'informations à droite) n'est pas obligatoire pour parachever la mise en page.

Pour une aide détaillée, merci de consulter Aide:Wikification.
Si vous pensez que ces points ont été résolus, vous pouvez retirer ce bandeau et améliorer la mise en forme d'un autre article.
Kimberly Jessica Newell (née le 4 octobre 1995), également connue sous le nom chinois Zhou Jiaying, est une joueuse canado-chinoise de hockey sur glace et membre de l'équipe de Chine féminine de hockey sur glace. Elle a joué lors de la saison 2021-2022 de la Ligue de hockey de Zhenskaya (ZhHL) avec le KRS Vanke Rays.
Newell a représenté la Chine au tournoi de hockey sur glace féminin aux Jeux olympiques d'hiver de 2022 à Pékin.

## Biographie
Newell est née le 4 octobre 1995 à Vancouver, au Canada. La mère de Newell, originaire de Chine, et son père, originaire de Salmon Arm, en Colombie-Britannique, se sont rencontrés à l'Université de la Colombie-Britannique alors qu'ils étudiaient tous deux en génie électrique.
Newell est titulaire d'une licence en économie et finance de l'Université de Princeton. À Princeton, Newell a passé trois ans à suivre des cours de chinois mandarin pour pouvoir communiquer avec son grand-père maternel. La grand-mère paternelle de Newell jouait au hockey sur gazon dans son Allemagne natale.

## Carrière internationale
En tant que joueuse junior avec l'équipe nationale canadienne des moins de 18 ans, Newell a remporté une médaille d'or aux Championnats du monde féminins des moins de 18 ans de l'IIHF en 2013, où elle a représenté le Canada au sein d'une formation qui comprenait également les futures joueuses de l'équipe nationales seniors canadiennes Emily Clark et Sarah Nurse, entre autres. Devant le filet lors de trois des cinq matchs du Canada, Newell a maintenu une moyenne de buts alloués de 1,00 et a enregistré le meilleur pourcentage d'arrêts du tournoi, ce qui lui a valu d'être sélectionné dans l'équipe d'étoiles du tournoi.
Newell a été officiellement nommée dans la liste de l'équipe nationale féminine chinoise pour le tournoi de hockey sur glace féminin aux Jeux olympiques d'hiver de 2022 le 28 janvier 2022. Elle était l'une des nombreuses joueuses de l'équipe possédant la citoyenneté canadienne ou américaine . Lors d'un point de presse d'après-match aux Jeux olympiques, Newell n'a pas été autorisée à parler anglais aux journalistes internationaux alors que c'était sa langue maternelle. Au lieu de cela, elle a fait appel à un traducteur.
Newell a obtenu le meilleur pourcentage d'arrêts aux Jeux olympiques d'hiver de 2022 (95,5%).

## Vie privée
Après avoir obtenu son diplôme en 2016, Newell a travaillé dans la finance pour le Crédit suisse à New York pendant deux ans jusqu'à ce qu'elle soit recrutée pour jouer pour les KRS Vanke Rays en 2018.